# Baromesnil
Baromesnil é uma comuna francesa na região administrativa da Normandia, no departamento de Sena Marítimo. Estende-se por uma área de 8,06 km². Em 2010 a comuna tinha 228 habitantes (densidade: 28,3 hab./km²).